# Уильямс, Марк (снукерист)
Марк Джеймс Уи́льямс (англ. Mark James Williams; род. 21 марта 1975, Cwm, Блайнай-Гуэнт) — валлийский профессиональный игрок в снукер. Трёхкратный чемпион мира (2000, 2003, 2018). Член Зала славы снукера с 2012 года.
Попал в мэйн-тур в 1992 году. Стал первым леворуким снукеристом, которому удавалось побеждать на чемпионате мира (в 2010 году это удалось другому левше — Нилу Робертсону). Среди своих более чем 20 побед Марк Уильямс выиграл два турнира, на которых были самые большие призовые за всю историю снукера (на момент победы): это ЧМ-2003 — £ 270 тысяч, Мастерс 2003 — £ 210 тысяч., Чемпионат мира 2018 — £ 425 тысяч.

## Карьера

### 1992—1999 года
Марк Уильямс присоединился к профессионалам в 1992 году. Вместе с Джоном Хиггинсом, Ронни О’Салливаном и Стивеном Ли ему удалось навести большой переполох в мире снукера. Но, в отличие от того же О’Салливана, талант Марка раскрывался более постепенно. В свой первый профессиональный сезон Уильямсу удалось дойти до стадии 1/8 на European Open. Он также смог квалифицироваться на большинство оставшихся соревнований и занял 119 место в официальном рейтинге.
Дела у валлийца пошли в гору, когда он выиграл нерейтинговый турнир Benson & Hedges Championship и получил уайлд-кард на Мастерс. Там он показал отменную игру, всухую обыграв Вилли Торна в первом раунде. Но, то ли из-за волнения, то ли из-за недостатка опыта Марк проиграл уже во втором.
Следующие успехи не заставили долго себя ждать. На чемпионате Великобритании 1995 года он дошёл до четвертьфинала, а Welsh Open 1996 и вовсе стал для него победным. По пути к своему первому рейтинговому титулу Уильямс выиграл у таких сильных снукеристов, как Кен Доэрти и Питер Эбдон. В финале он не оставил камня на камне от Джона Пэррота — 9:3. По итогам этого сезона Марк впервые за всю свою карьеру попал в топ-16. После такого успеха Уильямса словно прорвало — победы посыпались градом. В сезоне 1996/97 он выиграл Гран-при и British Open, причём в обоих случаях его преимущество было подавляющим.
Не покидала удача Марка и на следующий год — в финале Мастерс он в контровой партии сломил сопротивление Стивена Хендри. На чемпионате мира Марк повысил свою планку, дойдя до полуфинала.
Но главные события в карьере валлийца были ещё впереди. В 1999 году он выиграл сразу три рейтинговых турнира — Thailand Masters, Welsh Open и Irish Masters, стал финалистом чемпионата мира и вместе с Джоном Хиггинсом, Ронни О’Салливаном и Стивеном Хендри образовал «Большую Четвёрку». Этот год фактически был началом расцвета игры Уильямса.

### Расцвет карьеры (2000—2005 года)
Сезон 1999/00 принёс Марку небывалую славу. Тогда он успел побывать в восьми финалах, из них в трёх одержал победу. Главным его достижением стал титул чемпиона мира, который он буквально вырвал у своего земляка, Мэттью Стивенса. Достаточно сказать, что Марк проигрывал Стивенсу 7:14, чтобы понять, как тяжело досталась ему победа. Естественно, что после такого захватывающего сезона Марк Уильямс стал первым в рейтинге.
Чуть менее удачливым оказался следующий год. Из шестнадцати проводившихся соревнований он выиграл только одно — Гран-при. На чемпионате мира ему не удалось защитить своё звание — Марк выбыл во втором раунде. Несмотря на нехватку побед, он удержал за собой первую строчку мирового рейтинга.
В сезоне 2001/02 Марк сумел выиграть ещё два турнира и неплохо смотрелся на остальных, однако, по стечению обстоятельств, он опустился на вторую строчку мирового рейтинга, пропустив вперёд Ронни О’Салливана. Возможно, это звучит необычно, но в том сезоне Уильямс играл даже лучше, чем в предыдущем. Так получилось, что О’Салливан играл ещё лучше. Но Уильямс продолжал упорно работать над собой, и совместные старания Марка и его тренера Терри Гриффитса привели к успехам на чемпионате Великобритании и Мастерс. На очередной чемпионат мира Марк прибыл в отличной форме, и теперь уже ни для кого не было сюрпризом его победа в Крусибле.
Финал получился драматичным и напряжённым, соперник Уильямса — Кен Доэрти — оказался очень сильным, но, видимо, не настолько, чтобы выиграть у него. 18:16 — таков был окончательный счёт матча. После этого Марк Уильямс опять возвратился на первое место в мировой табели о рангах. Итак, в течение одного сезона Уильямс выиграл три самых значимых титула.
Вдохновлённый победами, валлиец резво начал следующий сезон. Он выиграл первый же по счёту турнир — LG cup, переиграв в решающем матче Джона Хиггинса, 9:5. Однако, именно после этой победы начался постепенный спад в игре Уильямса. Он продолжал всех восхищать отличным снукером, однако это почему-то не прибавляло Марку побед. В основном он выбывал из соревнований на стадии четверть- и полуфиналов. На чемпионате мира он сотворил маленькую сенсацию, проиграв уже во втором круге малоизвестному тогда Джо Перри. Через некоторое время Уильямс «реабилитировался», сделав 147 на ЧМ-2005. Он стал первым валлийцем и всего лишь пятым игроком вообще, кому удавалось сделать максимум в финальной части чемпионата мира.
В следующем году он завоевал свой 16-й рейтинговый титул на China Оpen. Но по итогам сезона 2005/06 он опустился до девятой отметки в рейтинге.
- Марк Уильямс делает 147 Видео

### Последующая карьера
К тому времени Марк собрал практически все награды и титулы. Он был удостоен ордена Британской империи. 
 Его достижения сравнивали с достижениями Рэя Риардона, а по количеству заработанных призовых он стоял на четвёртом месте. Казалось, вот-вот должны наступить «золотые годы» Марка, однако весьма неожиданно наступил спад в карьере валлийского игрока. Сильная игра Уильямса исчезла.
Следующие полтора года Марк играл очень плохо. Он начал проигрывать кому ни попадя и даже умудрился сложить рекордную серию из 8 проигрышей подряд. Некоторое время он даже говорил, что уйдёт из снукера, если не войдёт в топ-32 по итогам сезона 2007/08. Он понимал всю серьёзность ситуации и поэтому стал тщательно готовиться к каждому матчу. Эти усилия не пропали даром: на чемпионате Британии Уильямс всё-таки преодолел тот барьер, который долгое время не позволял пройти ему первый раунд. В 1/8 финала он встретился с Марком Алленом. Первые пять фреймов Уильямс просто провалил, но затем собрался и выиграл, в свою очередь, девять партий кряду. Это была отличная победа над Алленом и, прежде всего, над самим собой. И хотя в четвертьфинале Марк Уильямс проиграл Стивену Магуайру, он подтвердил, что хочет и ещё будет побеждать. 
 Уильямс продолжал восстанавливаться, и следующим успехом для него стал выход в восьмёрку сильнейших на China Open. Чемпионат мира был последним шансом остаться в топ-16, но во втором раунде Марк проиграл будущему чемпиону Ронни О’Салливану, 7:13. Валлийцу досталось двадцать второе место в официальном рейтинге по итогам двух сезонов, и это было не так уж и плохо, учитывая провальный 2007 год.
Сезон 2008/09 сложился для Уильямса удачнее. Два четвертьфинала: на Шанхай Мастерс и чемпионате Великобритании, а также выход в основной турнир чемпионата мира (где он, правда, уступил Стивену Хендри 7:10, ведя в счете 7:5) позволили Марку занять 15-е место в рейтинге.

#### Сезон 2009/10
Менее чем за месяц до начала регулярного сезона, 10 августа 2009, Марк Уильямс сломал запястье правой руки, поскользнувшись дома на влажном полу. Как и ожидалось, эта травма дала о себе знать на первом же по счёту рейтинговом турнире, Шанхай Мастерс. В первом круге Уильямс одолел Джо Свэйла, 5:3, но во втором проиграл Хиггинсу, 1:5, тем не менее он заработал важные рейтинговые очки, что позволяло ему удерживать 15-ю строчку предварительного рейтинга.
На Гран-при Уильямс дошёл до полуфинала. Начав матч с блестящей серии — 142 очка, он затем проиграл шесть фреймов подряд Дин Цзюньхуэю и выбыл из числа соискателей главного приза.
Уильямс играл в финале первого чемпионата мира по снукеру при 6 красных шарах, где уступил Марку Дэвису со счётом 3:6.
Перед четвертьфиналом Мастерс 2010 Марк Уильямс и его хороший друг Стивен Хендри угодили в аварию, когда другая машина врезалась в их джип, причём у Хендри было повреждение спины, а у Марка болела шея, что было заметно в матче с Али Картером.
В полуфинале Марк уступил в сверхнапряжённом матче Ронни О'Салливану, 5:6.
Через неделю на своём домашнем турнире он дошёл до четвертьфинала.
Марк Уильямс выиграл пригласительный турнир Finnish Snooker Challenge, который проходил в Турку (Финляндия) 13-14 февраля 2010 года. В финале он обыграл Робина Халла, бывшего игрока мэйн-тура, самого успешного финского снукериста, со счётом 6:1.
В апреле Уильямс в третий раз стал победителем China Open, переиграв в финале Дин Цзюньхуэя со счётом 10:6.
На чемпионате мира Уильямс в 1/8 финала в красивейшем противостоянии уступил Ронни О'Салливану со счётом 10:13, завершив самый удачный свой сезон за последние 5 лет, что позволило ему укрепить позиции в Топ-16.

#### Сезон 2010/11
Новый сезон стартовал необычно рано. В июне началась серия малорейтинговых турниров Players Tour Championship. Уильямс стал победителем 1-го этапа, переиграв в финале Стивена Магуайра со счётом 4:0. При этом Уильямс заработал £ 10 000 и 2000 рейтинговых очков.
На турнире ЕРТС-3 Марк Уильямс сделал свой второй максимум в карьере.
В декабре 2010, на чемпионате Великобритании Уильямс вышел в финал, но в решающем матче проиграл Джону Хиггинсу, 9:10, имея по ходу игры несколько отличных возможностей выиграть турнир. Тем не менее, вскоре он всё же выиграл свой первый полноценный рейтинговый турнир в сезоне — German Masters 2011, победив в финале Марка Селби, 9:7.
На чемпионате мира Марк впервые с 2003 года достиг полуфинала, но затем проиграл Хиггинсу, 14:17. Тем не менее, по итогам этого сезона он занял первое место в официальном рейтинге.

## Факты
- Марк Уильямс остаётся[источник не указан 73 дня] самым талантливым снукеристом из Уэльса[19].
- Уильямс также является неофициальным чемпионом мира по начальным дальним атакам (англ. long pot), дающим возможность провести большую серию.[20]
- У Марка Уильямса, как и у некоторых других игроков мэйн-тура (Питер Эбдон, Марк Аллен) нарушенное цветовосприятие (дальтонизм) — в частности, он может перепутать красный с коричневым. Для решения этой проблемы он обращается за помощью к рефери, чтобы тот подсказал положение коричневого шара, если тот находится среди красных.[21]
- Уильямс также, как и многие другие снукеристы играет в покер.[22]
- Уильямс гордится своим валлийским происхождением: у него есть тату, изображающее валлийского дракона, поедающего английский флаг. У Марка Уильямса и его жены Джоанны трое сыновей: Коннор (2004), Киан (2007) и Джоэл (2013).[23]
- На турнире China Open 2011 Уильямс в матче против Стивена Ли сделал 4 сенчури-брейка, но проиграл матч с общим счётом 4:5.
- Перед чемпионатом мира 2017/18 Уильямс обещал, что придёт на итоговую пресс-конференцию в голом виде в случае своей победы, что он и выполнил.[24] Спортсмен пришел в зал, где проходила пресс-конференция, в одном полотенце, а когда сел за стол, то снял и его.[25]

## Достижения в карьере
| - World Championship — 2000, 2003, 2018 - Grand Prix — 1996, 2000 - LG Cup — 2003 - Welsh Open — 1996, 1999 - British Open — 1997, 2021 - Irish Open — 1998 - Thailand Masters — 1999, 2000, 2002 - UK Championship — 1999, 2002 - China Open — 2002, 2006, 2010 - Players Tour Championship — 2010 (1-й этап) - German Masters — 2011 - Northern Ireland Trophy — 2017 - German Masters — 2018 - WST Pro Series — 2021 | - Benson & Hedges Championship — 1994 - Masters — 1998, 2003 - Pontins Professional — 1998 - Pot Black Cup — 2006 - Finnish Snooker Challenge — 2010 - Nations Cup в составе сборной Уэльса — 1999 - World Seniors Championship — 2015 |

### Хронология
| Обозначения                     |
| Чемпионат мира (3)              |
| Чемпионат Великобритании (2)    |
| Другие рейтинговые турниры (15) |
| Нерейтинговые турниры (7)       |

| No. | Год  | Турнир                       | Соперник          | Счёт         |
| 1.  | 1994 | Benson & Hedges Championship | Род Лоулер        | 9:5          |
| 2.  | 1996 | Открытый чемпионат Уэльса    | Джон Пэррот       | 9:3          |
| 3.  | 1996 | Гран-при                     | Юэн Хендерсон     | 9:5          |
| 4.  | 1997 | British Open                 | Стивен Хендри     | 9:2          |
| 5.  | 1998 | Мастерс                      | Стивен Хендри     | 10:9         |
| 6.  | 1998 | Irish Open                   | Алан Макманус     | 9:4          |
| 7.  | 1998 | Pontins Professional         | Мартин Кларк      | 9:6          |
| 8.  | 1999 | Открытый чемпионат Уэльса    | Стивен Хендри     | 9:8          |
| 9.  | 1999 | Кубок наций                  | Команда Шотландии | 6:4          |
| 10. | 1999 | Thailand Masters             | Алан Макманус     | 9:7          |
| 11. | 1999 | Чемпионат Великобритании     | Мэттью Стивенс    | 10:8         |
| 12. | 2000 | Thailand Masters             | Стивен Хендри     | 9:5          |
| 13. | 2000 | Чемпионат мира               | Мэттью Стивенс    | 18:16        |
| 14. | 2000 | Гран-при                     | Ронни О'Салливан  | 9:5          |
| 15. | 2002 | Открытый чемпионат Китая     | Энтони Хэмилтон   | 9:8          |
| 16. | 2002 | Thailand Masters             | Стивен Ли         | 9:4          |
| 17. | 2002 | Чемпионат Великобритании     | Кен Доэрти        | 10:9         |
| 18. | 2003 | Мастерс                      | Стивен Хендри     | 10:4         |
| 19. | 2003 | Чемпионат мира               | Кен Доэрти        | 18:16        |
| 20. | 2003 | LG Cup                       | Джон Хиггинс      | 9:5          |
| 21. | 2006 | Открытый чемпионат Китая     | Джон Хиггинс      | 9:8          |
| 22. | 2006 | Pot Black Cup                | Джон Хиггинс      | 1:0 (119-13) |
| 23. | 2010 | Finnish Snooker Challenge    | Робин Халл        | 6:1          |
| 24. | 2010 | Открытый чемпионат Китая     | Дин Цзюньхуэй     | 10:6         |
| 25. | 2010 | Players Tour Championship    | Стивен Магуайр    | 4:0          |
| 26. | 2011 | German Masters               | Марк Селби        | 9:7          |
| 27. | 2017 | Northern Ireland Open        | Янь Бинтао        | 9:8          |
| 28. | 2018 | German Masters               | Грэм Дотт         | 9:1          |
| 29. | 2018 | Чемпионат мира               | Джон Хиггинс      | 18:16        |